# شهيا كفراق (رواية)
شهيا كفراق رواية (يصنفها البعض بأنها سيرة ذاتية غير مباشرة للكاتبة) من تأليف الكاتبة الجزائرية أحلام مستغانمي، صدرت سنة 2018.

## خلاصة الرواية
تحكي أحلام مستغانمي في هذه الرواية قصة رجل فقد الثقة في الحب، يخاطبها الرجل الغامض ذكرياتها هي ككاتبة وإنسان، حيث أسقطت الكاتبة حياة البطلة على حياتها، وتسرد مواقف ولحظات، عاشتها مع أشخاص عاصرتهم، مثل غازي القصيبي، ونزار قباني، وسهيل إدريس، إلى جانب ذكريات عائلية ... كل هذا على لسان أبطال روايتها.